# Хакуринохабль
Хакуринохабль (рос. Хакуринохабль; адиг. Хьакурынэхьабл) — аул Шовгеновського району Адигеї Росії. Входить до складу Хакуринохабльського сільського поселення.
Населення — 3982 особи (2015 рік).